# Paralebedella carnescens
Paralebedella carnescens is een vlinder uit de familie van de Metarbelidae. De wetenschappelijke naam van de soort is voor het eerst gepubliceerd in 1910 door George Francis Hampson.
Deze soort komt voor in Zuid-Afrika (KwaZoeloe-Natal).